# راسیم بالایف
راسیم بالایف فرزند احمد - بازیگر برجسته آذربایجان، هنرمند ملی آذربایجان (۱۹۸۲)، برنده نشان «افتخار» (۱۹۹۸)، دریافت کننده مقرری از رئیس‌جمهوری، دبیر سابق اتحادیه سینماگران آذربایجان (۱۹۹۰ تا ۲۰۱۳)، بازیگر دوبله، مدیر هنری.

## زندگی‌نامه
راسیم، بالایف فرزند احمد، بازیگر، هنرمند ملی و نامزد دریافت جایزه دولتی آذربایجان متولد ۸ آگوست (اوت) سال ۱۹۴۸ در منطقه آغ سو است. وی در سال ۱۹۶۵ پس از پایان تحصیلات متوسطه در شهر آغ سو، در سال ۱۹۶۹ از دانشکده دولتی هنر آذربایجان فارغ‌التحصیل گردید.
راسم بالایف برای اولین بار در یک نقش کوچکی در فیلم «اولدوزلار سونمز (ستاره‌ها خاموش نمی‌شوند)» در استودیو سینمای باکو بازی کرده‌است.
او علاقه مخاطبان را با بازی در نقشهای خود در فیلمهای «نسیمی»، «بابک»، و «دده قورقود» بدست آورد و شهرت یافت.
این بازیگر سینما علی‌رغم ادامه فعالیت در استودیوی فیلم «آذربایجان»، همچنین در تئاتر نیز مشغول بازی بود. راسیم بالایف هم در نقش‌های اصلی و دشوار و هم در نقشهای کوچک بازی کرده. او در فیلم‌هایی چون «بو شیرین سوز، آزادلیق (این کلمه شیرین، آزادی)»، «سنین بیرینجی ساعتین (اولین ساعت تو)»، «خوشبختلیک صحنه سی (صحنه خوشبختی)»، «من هله قاییداجاغام (من دوباره برمیگردم)» و «بیریسی گون گئجه یاری (پس فردا نصف شب)» نقش اپیزودیک داشته‌است. وی همچنین در استودیوهای فیلم‌سازی «موس‌فیلم» روسیه، «ازبک فیلم» ازبکستان و دیگر استودیوها بازی کرده‌است.
از سال ۱۹۹۰ تا ۱۸ ژانویه سال ۲۰۱۳ دبیر اتحادیه فیلمسازان آذربایجان بوده‌است.

## جوایز دریافتی
- هنرمند برگزیده جمهوری شوروی سوسیالیستی آذربایجان - ۱۹۷۶/۱۲/۲۳.
- هنرمند ملی جمهوری شوروی سوسیالیستی آذربایجان - ۱ فروردین ۱۹۸۲.
- در سال ۱۹۸۶ به جهت بازی نقش سلیم بیک در فیلم «قانلی زمی - (مزرعه خونین)» جایزه دولتی جمهوری سوسیالیستی آذربایجان را دریافت کرد.
- در سال ۱۹۹۸ به پاس خدمات ارزنده در راستای پیشرفت سینمای آذربایجان جایزه «افتخار» دریافت کرد.

وی همچنین مفتخر به دریافت تعدادی دیگر از جایزه و نشان‌ها گردید.

## فیلم‌ها
1. ۱۰۰۱- جی گاسترول (تور ۱۰۰۱) (فیلم، ۱۹۷۴) (فیلم سینمایی بلند).
2. ۷۷۷ نومره لی ایش (پرونده شماه ۷۷۷) (فیلم، ۱۹۹۲) (فیلم بلند).
3. آد گونو (جشن تولد) (فیلم، ۱۹۷۷) (فیلم بلند) – دوبلور فیلم – ناظم – (فؤاد پولاد اف)
4. آدی گونشلی دیر (اسمش «گونَشلی» است) (فیلم، ۱۹۹۵) (مستند کوتاه – موزالان شماره ۱۶۲).
5. آفرودیتین قوللاری (آستین‌های آفرودیت) (فیلم، ۱۹۸۷) (فیلم کوتاه).
6. آغ آتلی اوغلان (سواره بر اسب سفید) (فیلم، ۱۹۹۵) (فیلم بلند) – دوبلور فیلم: عبدول دایی (یاشار نوری).
7. «آغ – قارا» گئجه لر (شبهای «سفید – سیاه») (فیلم، ۲۰۱۳).
8. آکادمیسین «یوسف محمدعلی اف» (فیلم، ۲۰۰۵).
9. آکت و فاکت (قانون و شواهد) (فیلم، ۱۹۷۸).
10. آلمان کلینیکاسینا شخصی سفر (سفر شخصی به کلینیک آلمان) (فیلم، ۱۹۸۸) (فیلم بلند) – نقش: مهندس محمد رستم اف.
11. آلولو یوللار (راه‌های شعله ای) (۱۹۷۷ – ۱۹۸۴، ازبک فیلم).
12. آراییش (گواهی) (فیلم، ۱۹۸۶).
13. آرخادان ورولان ضربه (ضربه از پشت) (فیلم، ۱۹۷۷).
14. آستاری اوزوندان باها (روکشش گرانتر از اصلش) (فیلم، ۱۹۸۶).
15. آشکارسیزلیق شرایطینده… (در شرایط غیرشفاف) (فیلم، ۱۹۸۶).
16. آوتوگراف (دست خط شخصی) (فیلم، ۱۹۸۶).
17. آذربایجان نامینه (برای آذربایجان) (فیلم، ۲۰۰۴).
18. بابک (فیلم، ۱۹۷۹).
19. باغ موسمی (فصل باغ) (فیلم، ۱۹۸۵).
20. باغیشلا، گئله بیلمه دیم (ببخش، نتوانستم بیایم) (فیلم، ۲۰۱۵).
21. باغلی قاپیلار (دربهای بسته) (فیلم، ۱۹۸۶).
22. بهانه (فیلم، ۱۹۹۱).
23. بهرام گور (فیلم، ۲۰۱۵) (فیلم کوتاه).
24. بهره (سود) (فیلم، ۱۹۸۴).
25. بحر – تحویل (فیلم، ۱۹۷۹).
26. بخته ور (خوشبخت) (فیلم، ۱۹۸۴).
27. بختیار وهاب زاده (فیلم، ۲۰۰۳).
28. بیاض حیاط (زندگی سفید) (فیلم، ۲۰۰۳).
29. بیگین اوغورلانماسی (دزدیده شدن داماد) (فیلم، ۱۹۸۵).
30. بیر عائله لیک باغ ائِوی (خانه ویلایی برای یک خانواده) (فیلم، ۱۹۷۸).
31. بیر اووج تورپاق (یک مشت خاک) (۲۰۱۳).
32. بیریسی گون، گئجه یاری … (پس فردا، نصف شب) (فیلم، ۱۹۸۱).
33. بیز دئمک دن یورولدوق … (ما از گفتنش خسته شدیم) (فیلم، ۱۹۹۱).
34. بیز قاییداجاغیق (ما برمی گردیم) (فیلم، ۲۰۰۷).
35. بیزیم کوچه نین اوغلانلاری (پسرهای کوچه ما) (فیلم، ۱۹۷۳).
36. بویوک عمرون داوامی (ادامه عمر بزرگ) (فیلم، ۲۰۰۷)
37. براکونیئر، یوخسا بالیقچی؟ (شکارچی غیرمجاز یا ماهیگیر؟) (فیلم، ۱۹۹۱)
38. بومِرنگ (فیلم، ۱۹۸۲)
39. بورولغان (گرداب) (فیلم، ۱۹۸۶)
40. جاوید عمری (عمر جاوید) (فیلم، ۲۰۰۷)